# アルハッサン・ユスフ
アルハッサン・ユスフ（Alhassan Yusuf, 2000年7月18日 - ）は、ナイジェリアのプロサッカー選手。ナイジェリア代表。ニューイングランド・レボリューション所属。ポジションはミッドフィールダー。

## 経歴

### クラブ
カノに生まれ、母国のクラブで経験を積んだ後、スウェーデンのヨーテボリにその素質を見出された。2018年10月22日、アルスヴェンスカンのブロマポイカルナ戦で後半アディショナルタイムに途中出場し、プロデビュー。
最初のシーズンはこの1試合の出場のみであったが、2019シーズンはトップチームに定着。11月2日、7-1で勝利したエステルスンド戦では、自身もプロ初ゴールを含む2得点を挙げた。チームの主力として高いパフォーマンスを示し、このシーズン、アルスヴェンスカンの最優秀若手選手、また地元紙が選出するクラブの年間最優秀選手に選ばれた。
2020年9月17日、UEFAヨーロッパリーグプレイオフ・ラウンドのFCコペンハーゲン戦でヨーロッパの主要な国際大会に初出場。この試合にフル出場し、トビアス・サナのゴールをアシストしたが、1-2で敗退した。
2021年7月16日、ベルギーのロイヤル・アントワープへ移籍することが発表された。
2024年8月12日、ニューイングランド・レボリューションに移籍した。

### 代表
2019 FIFA U-20ワールドカップでの活躍が期待されており、ナイジェリアサッカー協会がヨーテボリと交渉していたが、当時負傷者が多かったクラブの事情もあり、ヨーテボリに留まった。
2024年1月8日、ギニアとの親善試合でナイジェリア代表デビュー。

## 個人成績

### クラブ
| 国内大会個人成績 | 国内大会個人成績       | 国内大会個人成績 | 国内大会個人成績   | 国内大会個人成績 | 国内大会個人成績 | 国内大会個人成績 | 国内大会個人成績 | 国内大会個人成績 | 国内大会個人成績 | 国内大会個人成績 | 国内大会個人成績 |
| 年度             | クラブ                 | 背番号           | リーグ             | リーグ戦         | リーグ戦         | リーグ杯         | リーグ杯         | オープン杯       | オープン杯       | 期間通算         | 期間通算         |
| 年度             | クラブ                 | 背番号           | リーグ             | 出場             | 得点             | 出場             | 得点             | 出場             | 得点             | 出場             | 得点             |
| スウェーデン     | スウェーデン           | スウェーデン     | スウェーデン       | リーグ戦         | リーグ戦         | リーグ杯         | リーグ杯         | オープン杯       | オープン杯       | 期間通算         | 期間通算         |
| ---------------- | ---------------------- | ---------------- | ------------------ | ---------------- | ---------------- | ---------------- | ---------------- | ---------------- | ---------------- | ---------------- | ---------------- |
| 2018             | ヨーテボリ             | 28               | アルスヴェンスカン | 1                | 0                | 0                | 0                | -                | -                | 1                | 0                |
| 2019             | ヨーテボリ             | 28               | アルスヴェンスカン | 26               | 2                | 1                | 0                | -                | -                | 27               | 2                |
| 2020             | ヨーテボリ             | 28               | アルスヴェンスカン | 29               | 0                | 6                | 0                | -                | -                | 35               | 0                |
| 2021             | ヨーテボリ             | 28               | アルスヴェンスカン | 10               | 0                | 3                | 0                | -                | -                | 13               | 0                |
| ベルギー         | ベルギー               | ベルギー         | ベルギー           | リーグ戦         | リーグ戦         | リーグ杯         | リーグ杯         | ベルギー杯       | ベルギー杯       | 期間通算         | 期間通算         |
| 2021-22          | ロイヤル・アントワープ | 8                | ファーストA        | 32               | 3                | -                | -                | 1                | 0                | 33               | 3                |
| 2022-23          | ロイヤル・アントワープ | 8                | ファーストA        | 27               | 0                | -                | -                | 1                | 0                | 28               | 0                |
| 2023-24          | ロイヤル・アントワープ | 8                | ファーストA        | 30               | 0                | -                | -                | 4                | 0                | 34               | 0                |
| 2024-25          | ロイヤル・アントワープ | 8                | ファーストA        |                  |                  | -                | -                |                  |                  |                  |                  |
| 通算             | スウェーデン           | スウェーデン     | アルスヴェンスカン | 66               | 2                | 10               | 0                | -                | -                | 76               | 2                |
| 通算             | ベルギー               | ベルギー         | ファーストA        | 89               | 3                | -                | -                | 6                | 0                | 95               | 3                |
| 総通算           | 総通算                 | 総通算           | 総通算             | 155              | 5                | 10               | 0                | 6                | 0                | 171              | 5                |

### 代表
| ナイジェリア代表 | 国際Aマッチ | 国際Aマッチ |
| 年               | 出場        | 得点        |
| ---------------- | ----------- | ----------- |
| 2024             | 6           | 0           |
| 通算             | 6           | 0           |

## タイトル

### クラブ
ヨーテボリ
- スウェーデンカップ（2019-20）

ロイヤル・アントワープ
- ベルギー・ファースト・ディビジョンA（2022-23）
- ベルギーカップ（2022-23）
- ベルギー・スーパーカップ（2023）[11]

### 個人
- アルスヴェンスカン最優秀若手選手（2019）[4]